# أل فليتشير
أل فليتشير (بالإنجليزية: Al Fletcher)‏ هو موسيقي بريطاني، ولد في 14 أكتوبر 1970، وتوفي في 25 يوليو 2016.

## وصلات خارجية
- أل فليتشير على موقع ميوزك برينز (الإنجليزية)
- أل فليتشير على موقع ديسكوغز (الإنجليزية)